# Trisopsis vulgaris
Trisopsis vulgaris är en tvåvingeart som beskrevs av Boris Mamaev 1961. Trisopsis vulgaris ingår i släktet Trisopsis och familjen gallmyggor. Inga underarter finns listade i Catalogue of Life.